# Тупілаць (Нямц)
Тупілаць, Тупілаці (рум. Tupilați) — село у повіті Нямц в Румунії. Входить до складу комуни Тупілаць.
Село розташоване на відстані 296 км на північ від Бухареста, 26 км на північний схід від П'ятра-Нямца, 72 км на захід від Ясс.

## Населення
За даними перепису населення 2002 року у селі проживали 1953 особи, усі — румуни. Рідною мовою 1952 особи (99,9%) назвали румунську.